# جوفاني كابرال
جوفاني كابرال (مواليد 14 يونيو 1998) هو لاعب كرة قدم من الرأس الأخضر يلعب كجناح في نادي سبورتينغ لشبونة.

## روابط خارجية
- جوفاني كابرال على موقع قاعدة بيانات كرة القدم.إي يو (الإنجليزية)
- جوفاني كابرال على موقع ناشيونال فوتبول تيمز (الإنجليزية)
- جوفاني كابرال على موقع Soccerway.com (الإنجليزية)
- جوفاني كابرال على موقع عالم كرة القدم.نت (الإنجليزية)